# Ваган (Гламоч)
Ваган је насељено мјесто у Босни и Херцеговини, у општини Гламоч, које административно припада Федерацији Босне и Херцеговине. Према попису становништва из 1991. у насељу је живјело 160 становника.

## Становништво
| Националност       | 1991. | 1981. | 1971. | 1961. |
| Срби               | 159   | 244   | 455   |       |
| остали и непознато | 1     | 4     | 1     |       |
| Укупно             | 160   | 248   | 456   | '     |

| Демографија | Демографија | Демографија |
| Година      | Становника  | Становника  |
| ----------- | ----------- | ----------- |
| 1961.       | 552         |             |
| 1971.       | 456         |             |
| 1981.       | 248         |             |
| 1991.       | 160         |             |

## Порекло становништва
Рудићи су најстарији досељеници. Доселили су се из Пеуља у другој половини 18. века. Увек их је била једна кућа. У Лијевну је један „право зенђио“ Рудић, који је давно одселио. Славе Св. Јована.
Пејићи су се доселили од Дрниша у другој половини 18. века. Њихових предака, који су дошли, било је петорица; четворица нису имали деце, а Пејо је имао. Славе Св. Николу.
Шавије су се доселиле из Петрова Поља, испод Дрниша, у Сајковић, у Ливањском Пољу. Ту су имали „добру кућу, добро стање и властиту земљу“. Али им изгори кућа и у њој тапија. Онда су их ливањски бегови Фирдуси хтели начинити кметима. Петар Шавија дође Дервиш-алајбегу „Пилиповићу“, који је погинуо на Мишару. Ваган је тада био неког Турчина Зеца. Дервиш га обеси и његову земљу да Петру. Кад су Шавије око 1838. године биле у једној кући имале су до 3000 оваца, коза, овнова и јараца; 700 јагањаца, 200 јаради и 24 телета. Око 1876. године неке Шавије су се одселиле у кметство, у околину Санског Моста.
Крндије су се звали Кантаревићи. Њихови су преци секли „бјељевину“, па рекли да секу „крндију“. Доселили су из Плавна, северно од Книна, у почетку 19. века. Славе Св. Ђурђа.
Малешевићи су дошли из Бјелајског Поља у Прибељу и одатле у Ваган-Подкрај почетком 19. века; у Ваган Барни су прешли у првој половини 19. века.
Гашићи су дошли из Главица у првој половини 19. века. Њихов предак је „ходао по најму, па овде закућио“. Славе Св. Ђурђа.
Ивићи су дошли из Поповића у Главице и одатле овде средином 19. века. Славе Св. Јована.
Симиџије су старином Црнчевићи. Доселили су се из Отковаца, од Вујаковића, средином 19. века.